# 普埃费雷
普埃费雷（法語：Poueyferré，法語發音：[pwɛfɛʁe]）是法国上比利牛斯省的一个市镇，位于该省西部，属于阿热莱斯加佐斯特区。

## 地理
普埃费雷（43°7'13"N, 0°4'39"W）面积6.2 平方千米，位于法国奧克西塔尼大區上比利牛斯省，该省份为法国西南部内陆省份，北至热尔省，西接大西洋比利牛斯省，南与西班牙接壤，东临上加龙省。
与普埃费雷接壤的市镇（或旧市镇、城区）包括：卢巴雅克、巴尔特雷斯、盧爾德、佩鲁斯。
普埃费雷的时区为UTC+01:00、UTC+02:00（夏令时）。

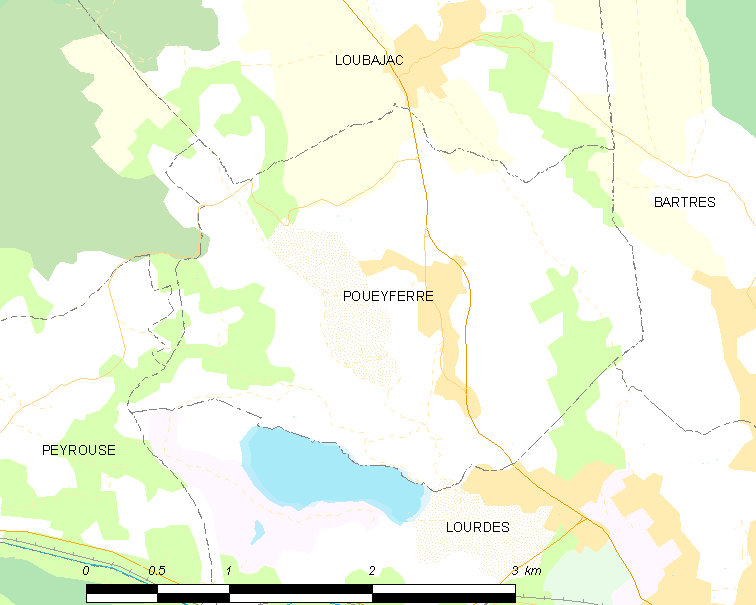
普埃费雷的OSM定位图

## 行政
普埃费雷的邮政编码为65100，INSEE市镇编码为65366。

## 政治
普埃费雷所属的省级选区为卢尔德第一县。

## 人口

1962-2008年间普埃费雷人口变化图示

普埃费雷于2022年1月1日时的人口数量为830人。